# Avesta landskommun
Avesta landskommun var en tidigare kommun i dåvarande Kopparbergs län, nu Dalarnas län. 

## Administrativ historik
När kommunalförordningarna den 1 januari 1863 inrättades i Sverige, cirka 2500 kommuner, de allra flesta så kallade landskommuner, men även köpingar och städer.
I Avesta socken i Folkare härad i Dalarna inrättades då denna kommun. Municipalsamhället Avesta inrättades i kommunen den 28 juni 1889.
Landskommunen ombildades 1907 till Avesta köping och municipalsamhället upplöstes samtidigt.